# Сант-Аньєзе-фуорі-ле-Мура

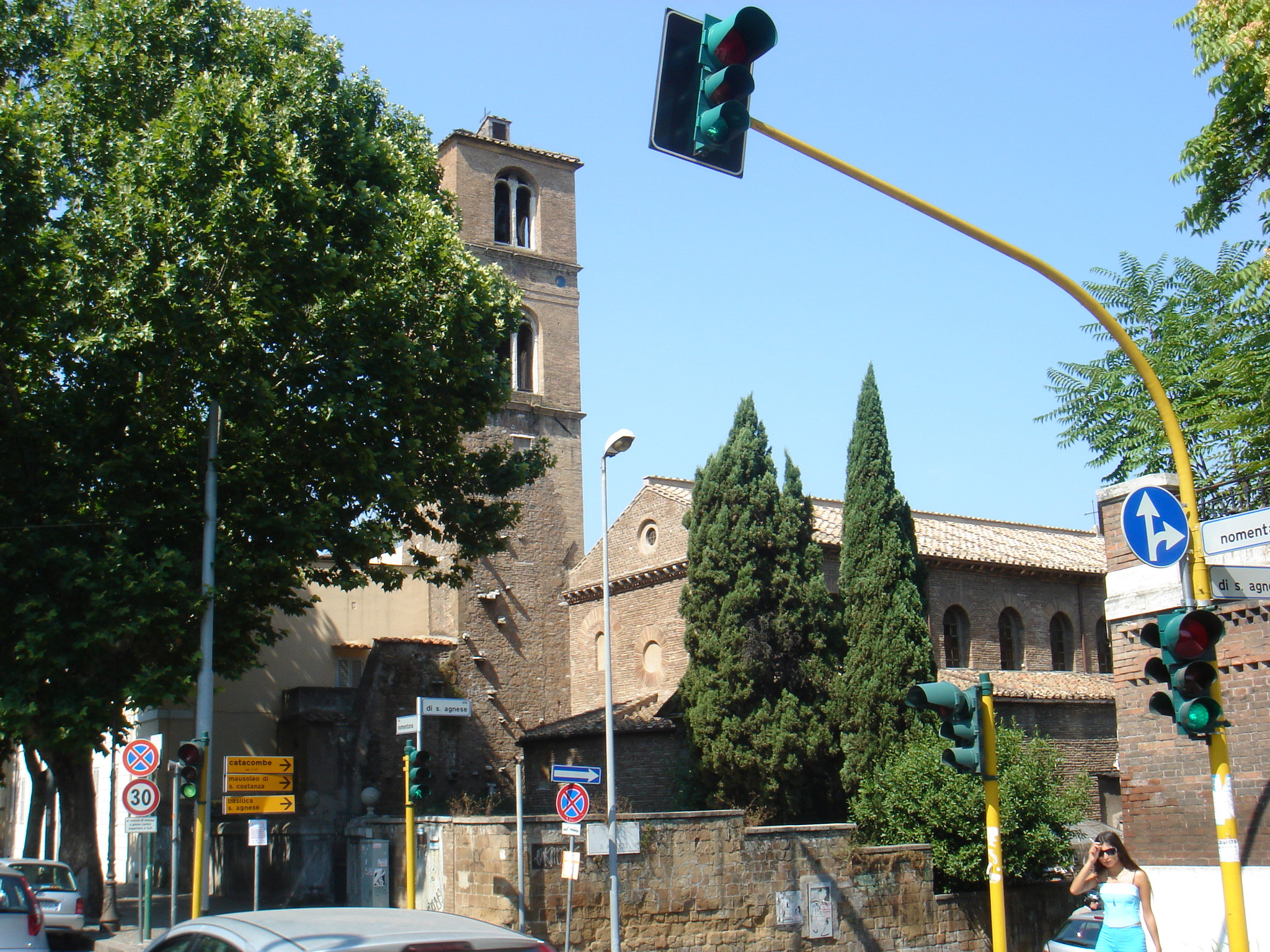
Фасад

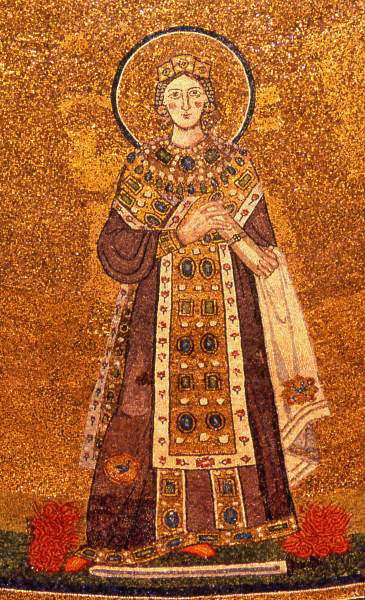
Мозаїка в абсиді

Сант-Аньєзе-фуорі-ле-Мура (лат. Sanctis Agnetis extra moenia — Церква Св. Агнеси за міськими стінами) — титулярна церква (з 5 жовтня 1654) на північному сході Риму на честь св. Агнеси Римської. Церква розташована на Номентанські дорозі у 3 км від Пієвих воріт стіни Аврелія і належить до комплексу, до якого також входять катакомби св. Агнеси, руїни ранньохристиянської базиліки та мавзолей Констанції (церква Санта Констанца).

## Історія
Перша велика церква і капела поруч із тим місцем, де за легендою була похована св. Агнеса, виникли у 337—351. Після їх руйнування у VII столітті (625—630) за папи Гонорія I була споруджена невелика церква в її нинішньому вигляді. Щороку 21 січня, в день св. Агнеси, у церкві проходить папська літургія, на якій папа благословляє двох ягнят, з вовни яких будуть виготовлені паллії для митрополитів.

## Будівля
Церква облаштована, подібно як і Сан Лоренцо фуорі ле Мура, окремими емпорами для жінок (matronaeum). Бічні каплиці та цимборій над вівтарем створені у XVII ст. Дерев'яну стелю оздоблено численними орнаментами у 1606. Особливо виділяються єпископський трон із VII століття та мармуровий світильник із XIII століття.
Збереглись також і деякі мозаїки. В абсиді зображена свята Агнеса у вбранні візантійської принцеси. В її ногах зображені знаряддя катування — вогонь і меч. Рукою вона тримає ягня. Збоку неї Гонорій — як засновник церкви тримає її модель. З другого боку святий Симах.
З 28 червня 1991 року титулярна церква Камілло Руіні, колишнього генерального вікарія Рима. Сьогодні церква належить французькому ордену.

## Титул
Кардинальський титул був створений папою Іннокентієм X 5 жовтня 1654 року шляхом перенесення наявного з часу понтифікату Лева X титулу Сант Ан'єзе ін Аґоне.

### Кардинали
|  | Ім'я та роки життя                                  | Роки перебування у титулі | Зроблений кардиналом | Папою           | Примітки                                                                                        |
|  | Баччо Альдобрандіні (20 серпня 1613 -21 січня 1665) | 1654-1658                 | 19 лютого 1652       | Іннокентієм X   | титул отримав у зв'язку із ліквідацією попереднього                                             |
|  | Джироламо Фарнезе (30 вересня 1599 -18 лютого 1668) | 1658-1668                 | 9 квітня 1657        | Олександром VII | призначення було оголошене 29 квітня 1658, а червоного капелюха і титул отримав 6 травня 1658   |
|  | Вітальяно Вісконті (1618 -7 вересня 1671)           | 1669 -1671                | 15 лютого 1666       | Олександром VII | призначення було оголошене 7 березня 1667, а червоного капелюха і титул отримав 18 березня 1669 |
|  | Федеріко IV Борромео                                | 1672-1673                 | 19 жовтня 1654       | Іннокентієм X   | Держсекретар Святого Престолу                                                                   |
|  | Туссен де Форбен-Жансон                             | 1690-1693                 |                      |                 |                                                                                                 |
|  | Джамбаттиста Спінола                                | 1696-1698                 |                      |                 |                                                                                                 |
|  | Раннуціо Паллавічіно                                | 1706-1712                 |                      |                 |                                                                                                 |
|  | Джорджо Спінола                                     | 1721-1734                 |                      |                 |                                                                                                 |
|  | Серафіно Ченчі                                      | 1735-1740                 |                      |                 |                                                                                                 |
|  | Філіпо Марія Монті                                  | 1743-1747                 |                      |                 |                                                                                                 |
|  | Фредерік-Жером де Ларошфуко                         | 1747-1757                 |                      |                 |                                                                                                 |
|  | Етьєн-Рене Потьє де Жевр                            | 1758-1774                 |                      |                 |                                                                                                 |
|  | Луїджі Валенті Ґонзаґа                              | 1778-1790                 |                      |                 |                                                                                                 |
|  | Джузеппе Спіна                                      | 1802-1820                 |                      |                 |                                                                                                 |
|  | Діонісіо Бардаксі і Азара                           | 1822-1826                 |                      |                 |                                                                                                 |
|  | Іґнаціо Назаллі-Ратті                               | 1827-1831                 |                      |                 |                                                                                                 |
|  | Філіппо Ґідіче Караччіоло, Orat.                    | 1833-1844                 |                      |                 |                                                                                                 |
|  | Юг-Робер-Жан-Шарль де Латур д’Овернь-Лораге         | 1846-1851                 |                      |                 |                                                                                                 |
|  | Джироламо д'Андреа                                  | 1852-1868                 |                      |                 | in commendam (1860—1868)                                                                        |
|  | Лоренцо Барілі                                      | 1868-1875                 |                      |                 |                                                                                                 |
|  | Пьєтро Джанеллі                                     | 1875-1881                 |                      |                 |                                                                                                 |
|  | Шарь-Мартіаль Аллеман-Лявіжері                      | 1882-1892                 |                      |                 |                                                                                                 |
|  | Ґеорґ фон Копп                                      | 1893-1914                 |                      |                 |                                                                                                 |
|  | Карой Хорніґ                                        | 1914-1917                 |                      |                 |                                                                                                 |
|  | Адольф Бертрам                                      | 1919-1945                 |                      |                 |                                                                                                 |
|  | Сем'юел Стрітч                                      | 1946-1958                 |                      |                 |                                                                                                 |
|  | Карло Конфалон'єрі                                  | 1958-1972                 |                      |                 |                                                                                                 |
|  | Луї-Жан-Фредерік Гюйо                               | 1973-1988                 |                      |                 |                                                                                                 |
|  | Камілло Руїні                                       | 1991-                     |                      |                 |                                                                                                 |